# Hrádkov
Hrádkov (německy Radkau) je vesnice, část města Boskovice v okrese Blansko v Jihomoravském kraji. Nachází se asi tři kilometry východně od Boskovic. Je zde evidováno 85 adres.
Hrádkov je také název katastrálního území o rozloze 3,06 km2.

## Název
Vesnice se původně jmenovala Radkov, místní jméno bylo odvozeno od osobního jména Radek a znamenalo "Radkův majetek". U jmen začínajících na R- bylo připojení počátečního H- běžné, jméno pak bylo přikloněno k obecnému hrádek. V místní hovorové mluvě se tvar Radkov (též Rádkov) udržel až do 20. století.

## Historie
První písemná zmínka o vesnici pochází z roku 1547.

## Obyvatelstvo
| Rok            | 1869 | 1880 | 1890 | 1900 | 1910 | 1921 | 1930 | 1950 | 1961 | 1970 | 1980 | 1991 | 2001 | 2011 | 2021 |
| -------------- | ---- | ---- | ---- | ---- | ---- | ---- | ---- | ---- | ---- | ---- | ---- | ---- | ---- | ---- | ---- |
| Počet obyvatel | 131  | 110  | 86   | 94   | 94   | 88   | 94   | 93   | 0    | 121  | 137  | 129  | 142  | 172  | 212  |
| Počet domů     | 20   | 20   | 13   | 14   | 18   | 18   | 22   | 20   | 0    | 29   | 37   | 43   | 42   | 53   | 74   |

## Obecní správa
Při sčítání lidu v letech 1869–1950 Hrádkov byl osadou obce Vratíkov v okrese Boskovice. V následujícím období byla část obce úředně zrušena a jako část města Boskovice byla obnovena 1. ledna 1976 v okrese Blansko.

## Fotogalerie

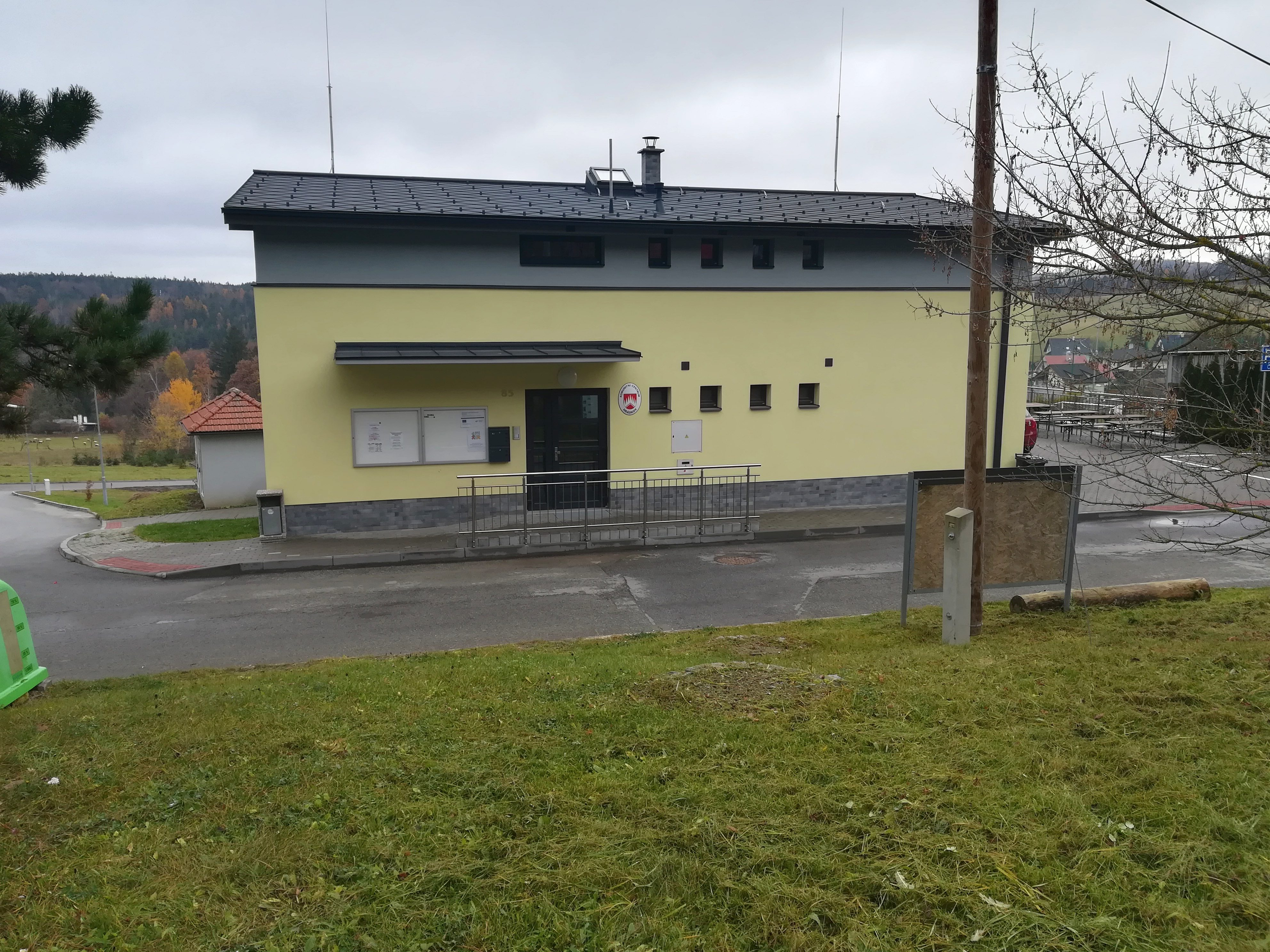
komunitní centrum
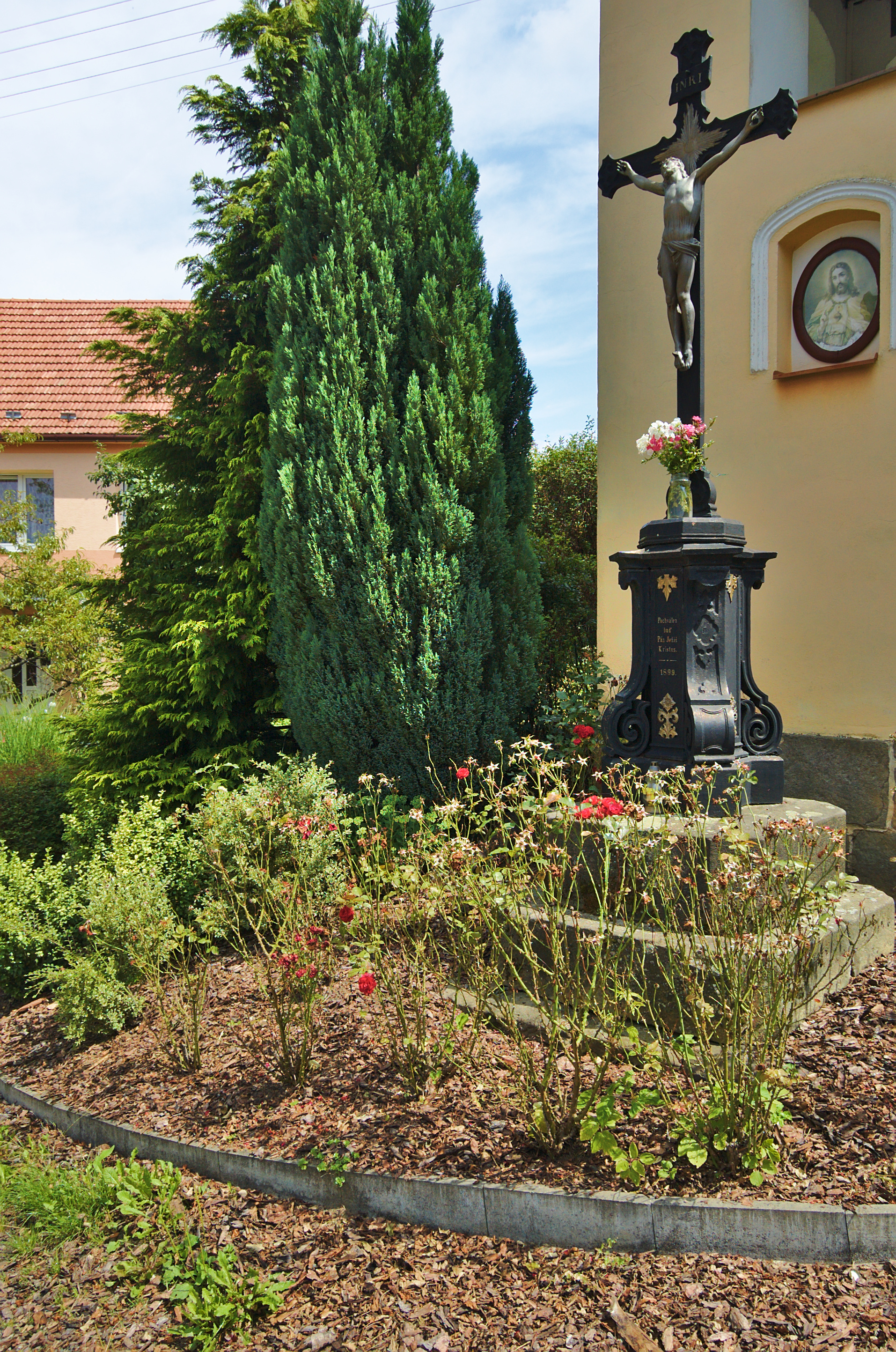
Kříž před zvonicí
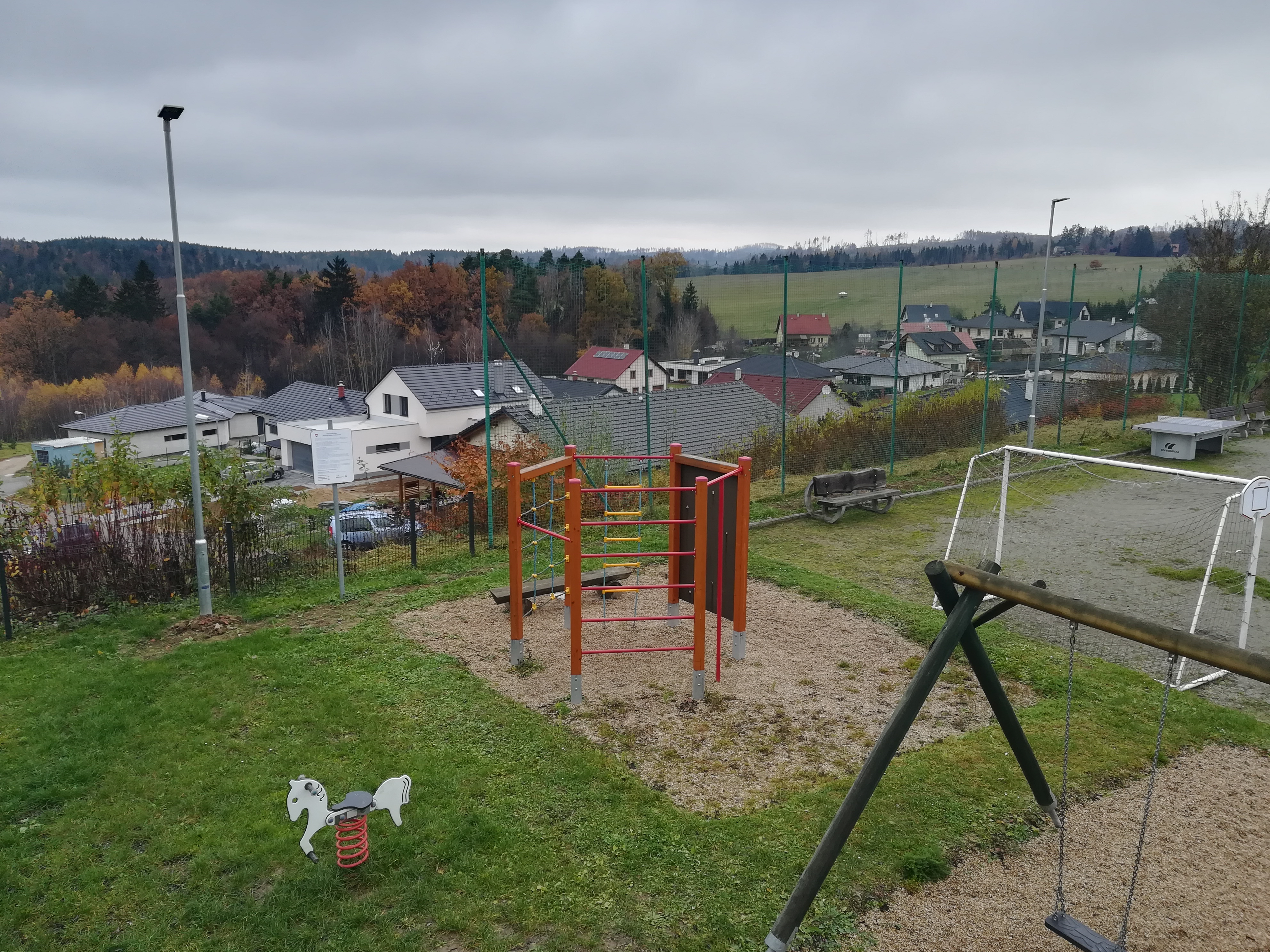
dětské hřiště
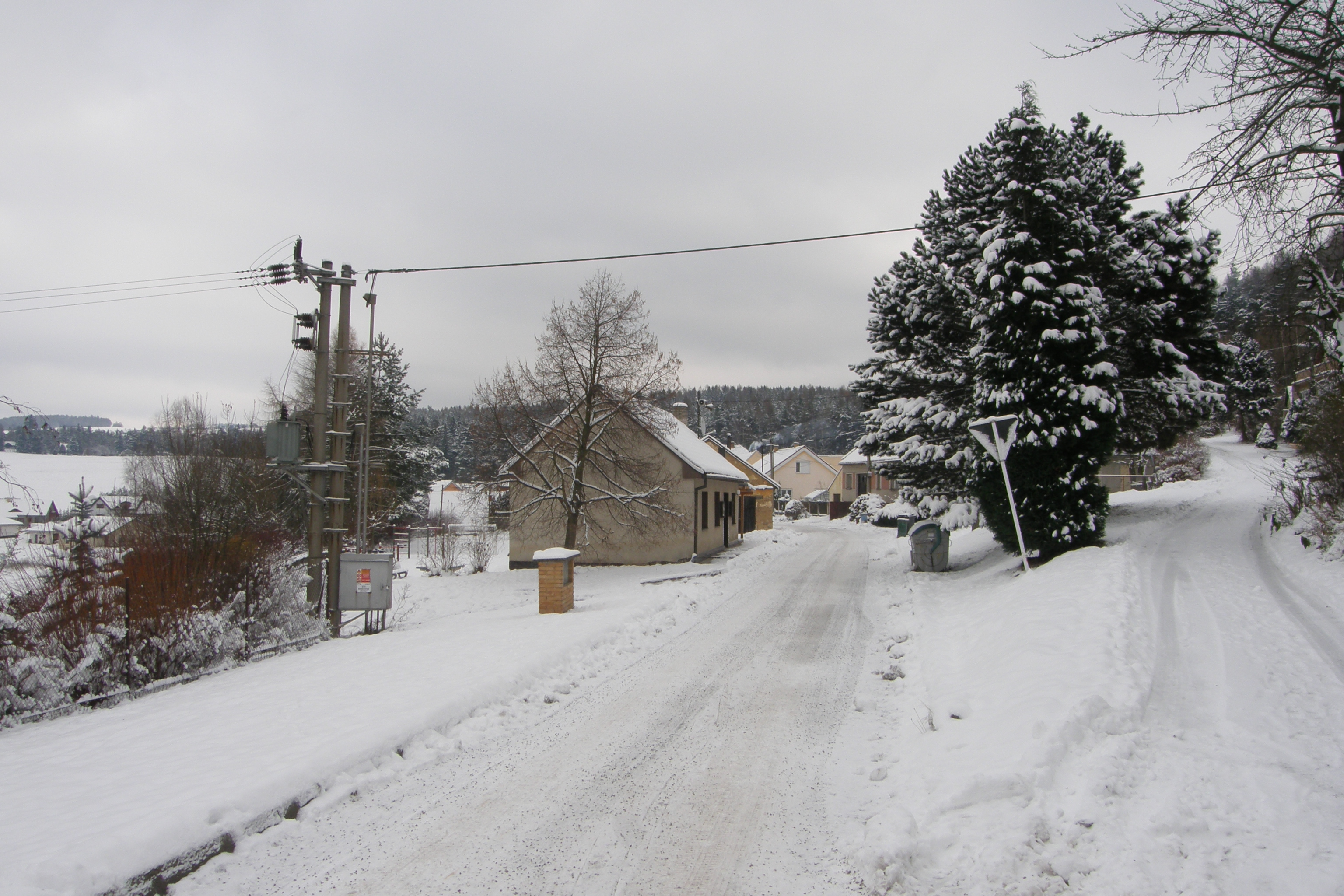
pohled do vesnice